# Trophée Jean-Sawyer
Le trophée Jean-Sawyer est remis annuellement à la meilleure équipe de marketing d'une franchise de hockey sur glace de la  Ligue de hockey junior Maritimes Québec (LHJMQ). Le trophée s'appelait à sa création la plaque du Groupe Saint-Clair et a été renommée en 2002. De 1991 à 2013, le trophée était remis individuellement au, ou aux, meilleurs directeurs du marketing. Depuis 2013, le trophée est collectif.

## Lauréats
Ci-dessous sont inscrits les vainqueurs du trophée,:
- Plaque du Groupe Saint-Clair
  - 1990-1991 : Gilles Côté, Olympiques de Hull
  - 1991-1992 : Michel Boisvert, Cataractes de Shawinigan
  - 1992-1993 : Stéphane Tousignant, Voltigeurs de Drummondville
  - 1993-1994 : Michel Boisvert, Cataractes de Shawinigan
  - 1994-1995 : Yvon Rioux, Foreurs de Val-d'Or
  - 1995-1996 : Eric Forest, Océanic de Rimouski
  - 1996-1997 : Matt McKnight, Mooseheads d'Halifax
  - 1997-1998 : Jeff Rose, Wildcats de Moncton
  - 1998-1999 : Matt McKnight, Mooseheads d'Halifax
  - 1999-2000 : Geneviève Lussier, Castors de Sherbrooke
  - 2000-2001 : Eric Forest, Océanic de Rimouski
  - 2001-2002 : Sylvie Fortier, Drakkar de Baie-Comeau
- Trophée Jean-Sawyer
  - 2002-2003 : Michel Boisvert, Cataractes de Shawinigan
  - 2003-2004 : Johanne Lefebvre, Drakkar de Baie-Comeau
  - 2004-2005 : Michel Boivin et Pierre Cardinal, Saguenéens de Chicoutimi
  - 2005-2006 : André Gosselin et Stéphane Rhéaume, Voltigeurs de Drummondville
  - 2006-2007 : Nadia Lacasse et Mélanie Allard, Huskies de Rouyn-Noranda
  - 2007-2008 : Yves Bonneau, Tigres de Victoriaville
  - 2008-2009 : Sylvie Fortier, Voltigeurs de Drummondville
  - 2009-2010 : Vicky Côté, Voltigeurs de Drummondville
  - 2010-2011 : Lucie Cloutier et Yves Cinq-Mars, Remparts de Québec
  - 2011-2012 : Travis Kennedy et Brian Urquhart, Mooseheads d'Halifax
  - 2012-2013 : Serge Proulx, Drakkar de Baie-Comeau
  - 2013-2014 : Phœnix de Sherbrooke
  - 2014-2015 : Sea Dogs de Saint-Jean
  - 2015-2016 : Remparts de Québec
  - 2016-2017 : Sea Dogs de Saint-Jean
  - 2017-2018 : Mooseheads d'Halifax
  - 2018-2019 : Phœnix de Sherbrooke
  - 2019-2020 : Voltigeurs de Drummondville
  - 2022-2023 : Remparts de Québec
  - 2023-2024 : Tigres de Victoriaville
  - 2024-2025 : Remparts de Québec